# Hexatoma intermedia
Hexatoma intermedia är en tvåvingeart som först beskrevs av Alexander 1927.  Hexatoma intermedia ingår i släktet Hexatoma och familjen småharkrankar.
Artens utbredningsområde är Panama. Inga underarter finns listade i Catalogue of Life.